# Party Police
«Party Police» es una canción interpretada por la banda canadiense de indie pop Alvvays. La canción fue publicada el 22 de julio de 2014 como la quinta canción del álbum debut homónimo de la banda.

## Composición y letra
«Party Police» es una canción de indie pop, con elementos de shoegaze y synth-pop. Coescrita por la vocalista y guitarrista Molly Rankin, el guitarrista Alec O'Hanley y el bajista Brian Murphy, la letra de la canción es cantada desde la perspectiva de Rankin, quien te cuenta todo sobre una pareja romántica que ella desearía que simplemente se quedara. La canción comienza con “una triste guitarra surfera” y se mezcla con un “sintetizador oscuro” para crear una canción melancólica que combina bien con los sentimientos inseguros de la letra. Colleen Walsh-jervis de Surviving the Golden Age dijo que la canción “captura la ansiedad de no saber si un amigo quiere llevar las cosas al siguiente nivel”.

## Recepción de la crítica
Simon Vozick-levinson de Rolling Stone escribió que “tímidas insinuaciones” de la canción, “son imposibles de resistir”. En Pitchfork, el crítico Marc Hogan encontró la canción como un “punto de referencia” para el segundo álbum de la banda, Antisocialites. Laurence Day de The Line of Best Fit dijo que la canción, “es impenitente, rencorosa y traviesa desde el principio – no en un sentido maligno, sino en un sentido adolescente”. En una reseña para el álbum, Rhian Daly de NME escribió: “Nada en este registro deja de impresionar. Está lleno de tocadas de verano blanqueados por el sol como [...] «Party Police» al estilo Phil Spector”. Jamie Milton de la revista DIY, la comparó con «Archie, Marry Me», escribiendo: “«Party Police» apunta a alturas similares, combinando un falsete apasionado con licks despreocupados y bañados por el sol”.
Harley Brown, escribiendo para la revista Billboard, la denominó como un “bajón melancólico”. James Rainis de Slant Magazine elogió el “irresistible chasquido” en la voz de Rankin durante el coro final de la canción. En una reseña compartida, Dani Charlton añadió que mientras su voz se quiebra en el último estribillo, “se siente como si estuviera cantando directamente al ‘tú’ que está escuchando”. En URY Music, Alex Sheriff declaró que en «Party Police», una canción con un tono de anhelo, “Alvvays se vió coronado en su set de canciones”. Andreas Babiolakis de Live in Limbo escribió que la canción, “es cualquier cosa menos un arresto de la alegría, con una línea de guitarra que lanza una resolución sorpresa seleccionada alternativamente cada vez que se completa, y es tan efectiva como lo fue la primera vez que la escuchaste”.

## Interpretaciones en vivo
La canción hizo su debut en vivo el 15 de febrero de 2014 en el Bowery Ballroom en Manhattan, Nueva York.